# Cis hispidus
Cis hispidus es una especie de coleóptero de la familia Ciidae.

## Distribución geográfica
Habita en Eurasia y el este de África.